# Wilhelm Ludwig (Württemberg)

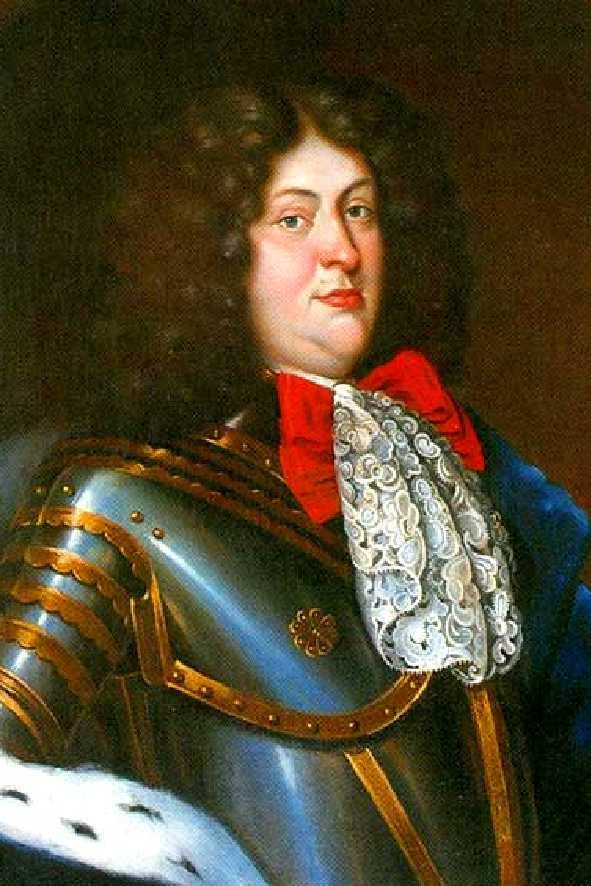
Herzog Wilhelm Ludwig von Württemberg

Wilhelm Ludwig (* 7. Januarjul. / 17. Januar 1647greg. in Stuttgart; † 23. Junijul. / 3. Juli 1677greg. in Hirsau) war von 1674 bis 1677 der neunte regierende Herzog von Württemberg.

## Abstammung
Wilhelm Ludwig war das neunte Kind von Herzog Eberhard III. von Württemberg  und seiner ersten Frau Anna Katharina Dorothea von Salm-Kyrburg. Somit gehörte er dem damaligen Hauptstamm des Hauses Württemberg an, welcher 1593 aus der ehemaligen Seitenlinie Mömpelgard hervorgegangen war.

## Kindheit und Jugend
Schon 1653 erhielt er im Alter von nur sechs Jahren eine protestantische Domherrenstelle in Straßburg. Als sein älterer Bruder Johann Friedrich am 2. August 1659 mit 21 Jahren in London an den Pocken verstarb, wurde Wilhelm Ludwig württembergischer Erbprinz. Am Hof im alten Schloss in Stuttgart wurde er durch privaten Unterricht auf seine Rolle als zukünftiger Herzog von Württemberg gründlich vorbereitet. Im Februar 1666 ging er mit seinem jüngeren Bruder Friedrich Carl ans Collegium illustre nach Tübingen. 

## Kavaliersreise
Nach zwei Jahren Studium begab er sich im Juli 1669 mit seinem Bruder Friedrich Carl, dem Grafen Georg Philipp von Ortenburg und dem Geheimrat Barthold von Bülow (1636–1690) auf die obligate Kavaliersreise. Dazu verwendeten die württembergischen Prinzen als Deckname jeweils den eines Herrn von Hellenstein. Die Reise führte zunächst an die Kollegien in Genf, Saumur und La Flèche. Dabei ging es um die Vertiefung der Kenntnisse des Französischen. Die Reise führte weiter über Südfrankreich mit Aufenthalten in Marseille, Toulouse und Bordeaux nach Paris. In England wurden London und Oxford besucht und danach die spanischen Niederlande sowie die benachbarten Generalstaaten, mit einem drei Monate dauernden Aufenthalt in Utrecht. Es folgten Aufenthalte an den Königshöfen in Kopenhagen und Stockholm. Am 3. März 1672 kehrten die Reisenden nach Stuttgart zurück.

## Familie

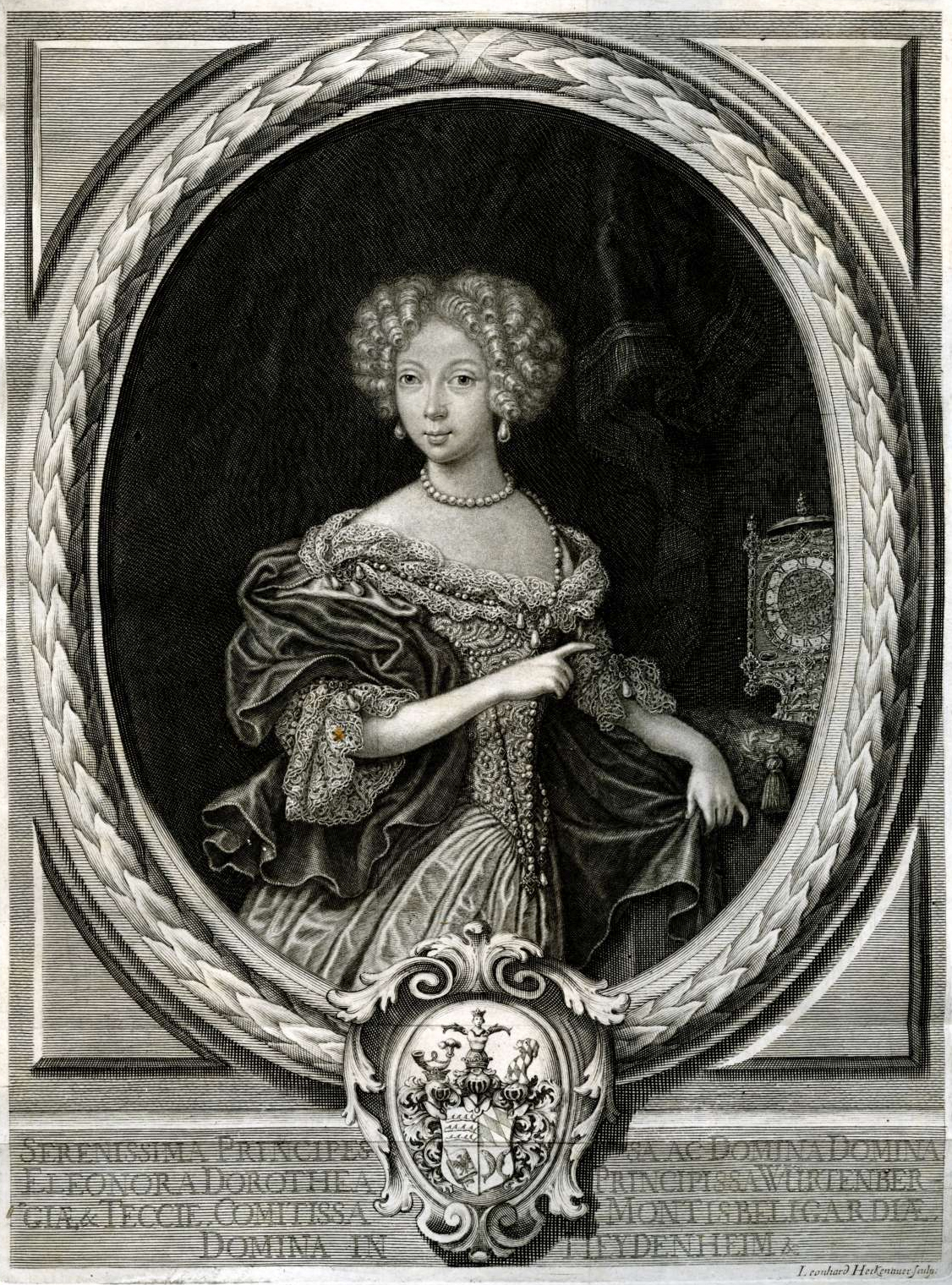
Die erstgeborene Tochter Eleonore Dorothea

Wilhelm Ludwig heiratete am 6. November 1673 in Darmstadt Magdalena Sibylla von Hessen-Darmstadt, mit der er folgende Kinder hatte:
- Eleonore Dorothea (* 13. August 1674; † 26. Mai 1683)[1]
- Eberhardine Luise (* 11. Oktober 1675; † 25. März 1707)[2]
- Eberhard Ludwig (* 18. September 1676; † 31. Oktober 1733), Herzog von Württemberg, verheiratet seit 1697 mit Johanna Elisabeth von Baden-Durlach (1680–1757)
- Magdalene Wilhelmine (* 7. November 1677; † 30. Oktober 1742), verheiratet seit dem 27. Juni 1697 mit Karl Wilhelm von Baden-Durlach (1679–1738)

## Regierungszeit
Nach dem Tod seines Vaters am 2. Juli 1674 trat Herzog Wilhelm Ludwig die Herrschaft in Württemberg an. Am 14. Januar 1675 berief er einen Landtag der Württembergischen Landstände ein. Dieser forderte eine erhebliche Reduzierung der bisherigen Steuerlast, was insbesondere auch die Ausgaben für die württembergischen Truppen betraf. Da jedoch französische Streifzüge im Schwarzwald im Rahmen des Französisch-Holländischen Kriegs (1672–1679) die unmittelbare Bedrohung Württembergs erkennen ließen, sah der Landtag von einer Reduzierung der Militärausgaben ab. Obwohl Württemberg immer noch unter den Folgen der Schreckenszeit im Dreißigjährigen Krieg litt, die nach der verlorenen Schlacht von Nördlingen 1634 über das Land gekommen war, brachte der Französisch-Holländische Krieg neue Lasten mit dem Durchzug und der Einquartierung der Reichstruppen, die zum Schutz der Westgrenze des Heiligen Römischen Reichs gegen Frankreich aufgeboten wurden. Nach nur knapp dreijähriger Regierungszeit starb Herzog Wilhelm Ludwig im Alter von 30 Jahren völlig überraschend bei einem Badeaufenthalt im Schloss Hirsau. Seine 25-jährige Witwe Magdalena Sibylla übernahm die Regentschaft von Württemberg ab 1677, bis ihr noch nicht ein Jahr alter Sohn Eberhard Ludwig 1693 16-jährig die Thronfolge antreten konnte. Der Witwe als Administrator zur Seite gestellt wurde ihr Schwager Friedrich Carl von Württemberg-Winnental. 

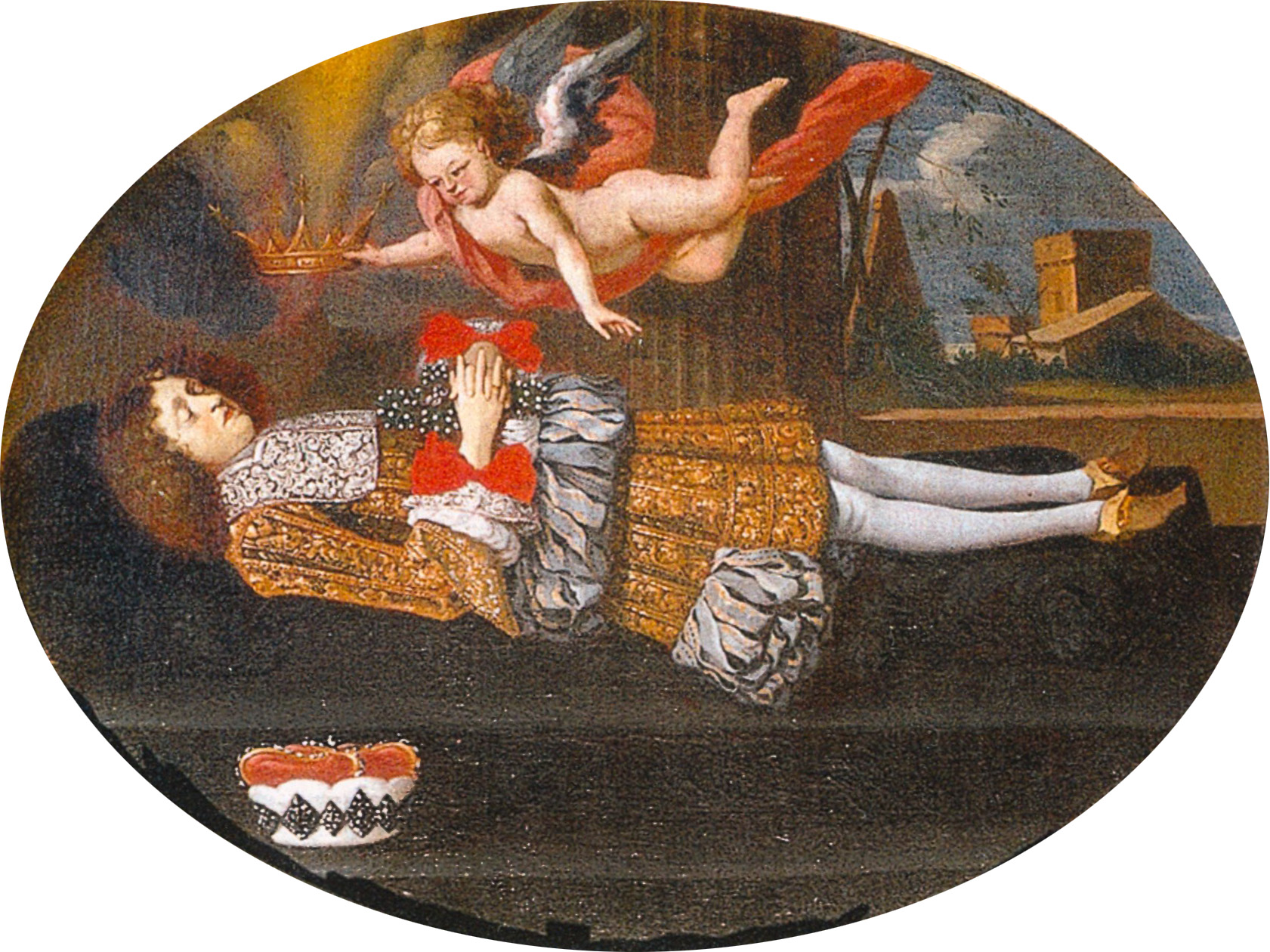
Wilhelm Ludwig von Württemberg auf dem Totenbett